# Municipio de Pravets
El municipio de Pravets (búlgaro: Община Правец) es un municipio búlgaro perteneciente a la provincia de Sofía. Se ubica en la esquina nororiental de la provincia y por su término municipal pasa la carretera A2 que une Sofía con la provincia de Lovech.

## Demografía
En 2011 tiene 7569 habitantes, de los cuales el 78,7% son búlgaros y el 16,22% gitanos. Su capital es Pravets, donde vive la mitad de la población del municipio.

## Localidades
Comprende la capital municipal Pravets y diez pueblos:
- Vidrare
- Dzhurovo
- Kaluguerovo
- Manaselska Reka
- Osikovitsa
- Osikovska Lakavitsa
- Praveshka Lakavitsa
- Ravnishte
- Razliv
- Svode